# Castianeira thomensis
Castianeira thomensis är en spindelart som beskrevs av Simon 1910. Castianeira thomensis ingår i släktet Castianeira och familjen flinkspindlar.
Artens utbredningsområde är São Tomé. Inga underarter finns listade i Catalogue of Life.